# Ulmus ismaelis
Ulmus ismaelis är en almväxtart som beskrevs av C.A. Todzia och J.L. Panero. Ulmus ismaelis ingår i släktet almar, och familjen almväxter. Inga underarter finns listade i Catalogue of Life.